# Dolo
En derecho, el dolo (variante en latín vulgar de la palabra clásica dolus) es la voluntad deliberada (elemento volitivo) de cometer un delito a sabiendas de su ilicitud (elemento intelectivo, intelectual o cognitivo). En los actos jurídicos, el dolo implica la voluntad maliciosa (independientemente de si existiesen también premeditación y/o alevosía, que serían, en su caso, agravantes) de engañar a alguien o de incumplir una obligación contraída.
En el derecho el término dolo se usa con significados diferentes. En derecho penal, el dolo significa la intención de cometer la acción típica prohibida por Ley. En derecho civil se refiere a la característica esencial del ilícito civil, en el incumplimiento de las obligaciones designa la deliberada inejecución por parte del deudor y, por último, es un vicio de los actos voluntarios.

## El dolo en el derecho penal
Para el derecho penal el dolo supone la intención tanto en el obrar del sujeto como en la abstención cuando la obligación legal es la actuación (comisión por omisión). 
El dolo es la forma principal y más grave de la culpabilidad según algunos juristas. Actualmente, bajo la influencia de la dogmática se ha manifestado que este pertenece al tipo y no a la culpabilidad, y por ello la que acarrea penas más severas. Actúa dolosamente quien lo hace con la intención de cometer un delito a sabiendas de su ilicitud.

### Definiciones
El encuadramiento del dolo dentro de los elementos del delito no es una cuestión pacífica en la doctrina. El dolo ha sido definido por numerosos e importantes autores. Entre ellos encontramos a Grisanti, Carrara, Manzini, Jiménez de Asúa y Castellanos Tena, quienes han emitido un concepto completo de lo que se entiende por el dolo.
Según Hernando Grisanti el dolo es la voluntad consciente, encaminada u orientada a la perpetración de un acto que la ley tipifica como delito (véase "Dolo, Culpa y Preterintencionalidad").
Según Francesco Carrara el dolo es la intención más o menos perfecta de hacer un acto que se sabe contrario a la ley.
Vincenzo Manzini define al dolo como la voluntad consciente y no coaccionada de ejecutar u omitir un hecho lesivo o peligroso para un interés legítimo de otro, del cual no se tiene la facultad de disposición conociendo o no que tal hecho esta reprimido por la ley.
Luis Jiménez de Asúa dice que el dolo es la producción del resultado típicamente antijurídico con la conciencia de que se está quebrantando el deber, con conocimiento de las circunstancias de hecho y del curso esencial de la relación de causalidad existente entre las manifestaciones humanas y el cambio en el mundo exterior, con la voluntad de realizar la acción u con representación del resultado que se requiere.
Para Fernando Castellanos Tena, el dolo consiste en el actuar, consciente y voluntario, dirigido a la producción de un resultado típico y antijurídico.

### Elementos del dolo
El dolo posee dos elementos fundamentales: 
- El cognitivo o intelectual; este se da en el ámbito de la internalidad consciente del sujeto, pues se conoce a sí mismo y a su entorno; por lo tanto, sabe que sus acciones son originadoras de procesos causales productores de efectos antijurídicos, o bien de violaciones a deberes establecidos en normas culturales.
- El volitivo; relativo a la voluntad personal. Este se encuentra en el ámbito de los deseos del sujeto, motivados por estímulos originados en las necesidades de la contingencia humana; es aquí en donde se encuentra el querer o el deseo, que propiamente afirma la voluntad de alterar el mundo circundante al desencadenar el proceso causal, o bien, aceptar tal alteración, absteniéndose de intervenir para evitar que esta ocurra.

Derivado de ambos elementos del dolo y a través de su inteligencia que conoce, el ser humano dirige su voluntad hacia lo que quiere, lo que se manifiesta fenomenológicamente en acciones u omisiones, productoras de resultados.
Como puede advertirse, ambos elementos (cognitivo y volitivo) ligados entre sí producen la intención, ya sea como causa originadora de los procesos causales que mutan o transforman el mundo exterior, o bien la violación al deber establecido en las normas de cultura subyacentes en las penales, en ambos casos produciéndose siempre la lesión o puesta en peligro de bienes jurídicos tutelados por estas.

### Contexto
En las diversas escuelas penales modernas la discusión en relación con el dolo se ha escenificado principalmente sobre el alcance que se le da al elemento cognitivo del mismo y su ubicación sistemática. Es así como:
- Para el causalismo (clásico y neoclásico) —escuela penal alemana que tuvo su auge entre 1870 y 1930 aproximadamente en ese país—, el elemento cognitivo del dolo comprende el conocimiento de los hechos, esto es, el conocimiento del comportamiento que se está realizando, y el conocimiento de la antijuridicidad del hecho, es decir, el conocimiento de que el comportamiento que se está realizando se encuentra prohibido por el derecho penal. El dolo en el causalismo es concebido como un elemento o característica de la culpabilidad, categoría en la cual se evalúan la mayor parte de los aspectos subjetivos o psicológicos del hecho punible. 
- Por el contrario, para el finalismo —escuela penal germana que tuvo su esplendor entre 1945 y 1960 aproximadamente en el país teutón—, el elemento cognitivo del dolo sólo abarca el conocimiento de los hechos, valga decir, el conocimiento del comportamiento que se está realizando. El dolo en el finalismo es ubicado como un elemento de la tipicidad, conformando el denominado tipo subjetivo del delito doloso. El conocimiento de la antijuridicidad, o sea, el conocimiento de que el comportamiento que se realiza está proscrito por el derecho penal, es deslindado del dolo y es concebido como un elemento de la culpabilidad.
También se le puede definir como aquella intención positiva de inferir daño o perjuicio en la persona o en la propiedad de otro.

### Tipos de dolo
Existen diversas clases de dolo:

#### Dolo directo de primer grado o "intención"
El dolo directo de primer grado, o también conocido como "intención", es la forma más intensa de dolo. Este tipo de dolo requiere que el autor haya ejecutado la acción típica con el fin específico de producir el acontecer típico. A modo de ejemplo, si X (sujeto autor) busca la muerte de B (víctima) y por ello le dispara para matarlo, está cometiendo una acción dolosa, y más específicamente de dolo directo de primer grado. Existe una completa correspondencia entre lo que el sujeto activo quería y el suceso externo que ha tenido lugar. 

#### Dolo directo de segundo grado o "de consecuencias necesarias"
Denominado por otros autores "dolo de consecuencias necesarias" (según Sainz Cantero) o dolo directo de segundo grado (según Quintero Olivares). Se da cuando se produce un resultado no querido directamente pero que es consecuencia necesaria e inevitable de otro resultado efectivamente buscado. El dolo directo de segundo grado se produce respecto de esta consecuencia colateral que se encuentra inevitablemente unida al resultado buscado.
A modo de ejemplo, si A busca cometer un atentado contra un funcionario lanzando una bomba. Si lo logra habrá incurrido en dolo directo de primer grado con respecto a la muerte del funcionario. Adicionalmente, aplicará el dolo directo de segundo grado respecto lesiones o muerte de los guardaespaldas que se encuentran a su lado.

#### Dolo eventual
En torno al dolo eventual (por otros denominados dolo condicional o dolo indirecto), el autor alemán Helmut Frister, define, según la doctrina dominante, que una persona actúa con dolo eventual en cuento asume el acontecer típico como consecuencia colateral eventual de otro fin de acción. Es decir, la persona aprueba internamente la trascendencia de su acción deliberada sobre una circunstancia eventual que no desea de manera directa. 
A modo de ejemplo, Si X (sujeto autor) corre una carrera callejera con la intención de divertirse e internamente admite la posibilidad de que en el curso de la carrera puede producir un atropellamiento de un peatón, producto de que conoce el alto tránsito peatonal, estará actuando con dolo eventual. Aunque no desea producir ese acontecer si considera que este resultado puede producirse y ocurre estará actuando con dolo eventual.
En la práctica es importante destacar que el dolo eventual es controvertido por la fina línea que lo delimita en torno a la culpa con representación, ya que en los casos en donde el autor confía plenamente en que el resultado no va a ocurrir, aunque reconozca que su acción no devenga en el típico resultado, no estará actuando con dolo eventual sino con imprudencia. Por lo tanto el análisis típico no será doloso sino culposo.

### Distintas teorías acerca del Dolo

##### Teoría de la probabilidad
Esta teoría exige menos requisitos que la teoría del consentimiento para afirmar la existencia del dolo. Es suficiente que el autor se haya planteado la posibilidad de que el resultado pudiera producirse y a pesar de ello haya actuado. Prescinde pues, de indagar si el sujeto consintió o no consintió, por entender ante todo que no es preciso político criminalmente saberlo y, en segundo lugar, porque esta averiguación psicológica ofrece dificultades enormes.

##### Teoría ecléctica
Un sector de la doctrina se inclina por una postura ecléctica que combina los criterios anteriores. Se exige, por una parte, que el sujeto "tome en serio" la posibilidad de la producción de un delito y por otra que el mismo "se conforme" con dicha posibilidad, aunque sea a disgusto.

##### Teoría normativa
Josué Fossi ha argumentado que el dolo eventual es un modelo de imputación subjetiva límite. Con esto, el autor venezolano (siguiendo a autores como Pérez Barberá) quiere significar que este modelo no depende de estado mental alguno en el agente, sino que es estructuralmente dependiente de la configuración normativa que establece la ley para actos que puedan ser reconducidos a los enunciados condicionales que se pueden deducir del cualquier tipo penal. Por tanto, lo que determina el dolo eventual es la norma, y no la voluntad, deseo, aceptación, indiferencia, probabilidad, representación, riesgo, que tal vez pueden (y deben) estar denotados en la norma como criterios para su constatación (Josué Fossi). 

#### Dolo de peligro
Esta figura cobra relevancia dado que para una parte de la doctrina la voluntad de realización de los actos ejecutivos efectivamente practicados no puede identificarse con el dolo del delito consumado. Esta postura se contrapone con el "dolo genérico" dado que para ciertos autores el hecho de que "el autor haya querido realizar una parte de la ejecución con ánimo de consumación no prueba todavía que el mismo hubiera mantenido su voluntad hasta llegar a la total ejecución".
El ilícito puede ser dividido así, conceptualmente, en tantos pasos de contrariedad a estas normas derivadas como pasos de acción deba dar el autor, según su plan de ejecución. Es decir, estrictamente el autor sólo puede tener "dolo" con relación a cada "paso de acción" que se realiza, mientras que respecto a los "pasos futuros" y hasta el último inclusive, la estructura subjetiva es la de una intención interna trascendente, es decir, un elemento subjetivo ilícito distinto propiamente del dolo. Consecuentemente, se configura un dolo sobre la consumación cuando se ha realizado cada paso con la intención de consumar el resultado final. Mientras no se haya acabado la tentativa esto conlleva a que sólo nos encontramos con un dolo de peligro ya que el autor no admite que el resultado sea conocido de antemano.  

#### Dolo genérico
Actualmente, rigen dos posturas acerca de esta controversial definición. De acuerdo con la posición tradicional, es decir, los autores finalistas, determinan el dolo genérico como una consumación dolosa. Esto refiere a que siempre que un autor ejecuta el inicio de su plan criminal, con la intención de cometer ese crimen (dolo), ese dolo se prolonga durante toda su ejecución, independientemente de que el proceso termine antes de lo previsto. Consecuentemente, el desvío del curso causal de la situación es irrelevante, sin importar que el resultado se produzca en otro momento distinto al de la creencia del autor.
De acuerdo a Sancinetti y a muchos otros subjetivistas, esta postura es incorrecta debido a que "el ilícito de cada impulso de voluntadque a partir de allí, deba dar el autor hacia la total ejecución de la acción, alejará la realización del plan desde el menor grado del disvalor de acción hacia el grado mayor, porque desarrollará la voluntad opuesta a la norma de la que derivan la mínima". Entonces, el dolus generalis ignora el hecho de que al autor le falta el dolo del resultado de muerte, imputándoselo indiferentemente de su voluntad de actuar. Este se produce cuando el autor sólo tiene los dos de peligro, es decir, que el autor está ante una situación donde anticipa la muerte y deja de intervenir en su plan, y entonces, no le corresponde un título doloso.

#### Dolo específico
Es la intención de causar un daño con la especial voluntad que la norma exige en cada caso, de modo que deberá ser objeto de prueba (según Griselda Amuchategui Requena).

## Error de tipo
El error de tipo es la creencia falsa o falta de conocimiento, total o parcial, del acontecer descrito en el tipo (sobre una circunstancia de hecho del tipo objetivo). Se da cuando hay una creencia falsa o falta de conocimiento del tipo objetivo del análisis de responsabilidad penal. Dependiendo de qué clasificación se trate, podrá funcionar como un atenuante para la pena, hasta para la extinción total del dolo.
Un ejemplo puede ser: una persona quiere matar a un animal que entra a su casa, pero cuando efectúa el disparo se da cuenta de que era una persona que estaba pasando por en frente de su casa.

### Clasificaciones de errores de tipo

#### Error de tipo evitable
En primer lugar, en el error de tipo evitable, se entiende que la persona actuó con imprudencia. Se entiende por imprudencia la violación al deber de cuidado y se debe evaluar según si los conocimientos y capacidades del autor son una consecuencia obvia del principio de culpabilidad. Se puede establecer una pena ante un caso de imprudencia únicamente si hay tipo culposo. Si no hay dolo pero sí hay imprudencia (que está ligada al deber de cuidado), hay imprudencia porque si la persona hubiera actuado de manera prudente, hubiera evitado el error.
A partir de esto, la persona es culpable por su acto pero posiblemente con una atenuación de la pena al no haber actuado con dolo. Es imperativo, igualmente, que se evalúe la conducta del autor en particular, y no un tercero imaginario, respecto de lo que podría haber cumplido en su deber de cuidado. Asimismo, se debe apreciar la imprudencia según los conocimientos y capacidades del autor es una consecuencia obvia del principio de culpabilidad. El momento en el cual se debe hacer esta valoración es el momento en que se ejecuta la acción que realiza el tipo. Además, se podría fundamentar mediante una anticipación de la acción típica que implique un conocimiento de un posible error por imprudencia previo a la ejecución. Los presupuestos de conocibilidad del autor son la capacidad de percepción y el conocimiento empírico. El derecho exige que cada ciudadano emplee su propio conocimiento empírico para evaluar sus acciones.
Sin embargo, esto depende de si la acción en cuestión tiene algún tipo de asesoramiento técnico. Esto se debe a que importa si el asesoramiento puede excluir una cognoscibilidad originariamente existente del acontecer típico. Igualmente, si hay error en el asesoramiento técnico ya dado, el autor de la acción carece de cognoscibilidad. Adicionalmente, el sujeto tiene que haber percibido una situación de hecho a partir de la cual, según su conocimiento empírico, se derive la posibilidad de que se produzca el acontecer. Dado que si la situación de hecho no era perceptible sensorialmente, no hay imprudencia. Por último, el autor debe tener el tiempo necesario para aplicar su conocimiento empírico al análisis de la situación de hecho. Por eso mismo, quien reacciona espontáneamente de forma errónea, no actúa imprudentemente.

#### Error de tipo inevitable
Excluye la punibilidad ya que no es posible que el autor tenga conocimiento acerca de las circunstancias de hecho. Es decir, el autor no tuvo la posibilidad de conocer que su acción era ilícita. Por ejemplo: una persona contrató a un contador, el mismo le dijo cuánto debía pagar en una tributación específica; después de ello contrató a otro y le dijo lo mismo. En fin, cuando la persona hace el pago, se ve que el pago estaba mal y que estaba cometiendo un delito.

#### Error de tipo revés
Los errores de tipo al revés se dan cuando la persona presupone que realiza todos los elementos del tipo cuando eso no ocurre en el mundo exterior. Trasladado al derecho penal, significa que la persona cree que está cometiendo un ilícito, cuando en realidad no lo está haciendo. Esto genera que, como existe una prohibición y la persona piensa que la está trasgrediendo, existe una tentativa. Por ejemplo, A va a la casa de B con el objetivo de robarle una bicicleta. A termina llevándose una bicicleta que en realidad era de él, y que se había olvidado allí en la casa de B. En este caso, B es responsable penalmente por un delito de hurto, pero en grado de tentativa.

### El error sobre el objeto del hecho

#### Error in persona vel objecto
Este tipo de error se da cuando el autor ha previsto correctamente el curso causal, pero ha confundido el objeto del hecho. Por ejemplo el caso “Rose - Rosahl” (TSJ de Prusia): el empresario Rosahl manda a su empleado Rose a matar al carpintero Schliebe. Minutos antes de que el carpintero pase por el lugar de la emboscada, el estudiante Harnsich pasa por allí. Rose lo mata pensando que era el carpintero.
En general, este tipo de error es considerado irrelevante, en tanto la representación errónea caiga bajo el mismo tipo delictivo que lo ocurrido objetivamente. La opinión mayoritaria argumenta que el autor no yerra en absoluto sobre la identidad del objeto del hecho, porque precisamente acierta en la persona o en el objeto sobre los que se ha apuntado.

#### La "aberratio ictus"
Error en las consecuencias, cuando el autor acierta en un objeto del hecho distinto de aquel al que se apuntó. Un ejemplo también podría ser el caso de "Rose - Rosahl".
La opinión dominante, acerca de estos errores, considera que, en caso de delitos contra bienes jurídicos individuales, una aberratio ictus excluye el tipo de un delito doloso consumado.
Siguiendo el ejemplo dado al principio del resumen sobre error, el autor sería imputable por un delito tentado respecto del objeto al que se le apuntó, y un delito imprudente respecto del objeto en el que se acertó.
Según la opinión de Frister, él considera que está posición es cuestionable, ya que el autor, según su posición dominante, actúa dolosamente aún cuando su dolo no esté dirigido a la lesión de una persona determinada. Dice que, además, pasa por alto que el ilícito penal no consiste en la lesión del respectivo interés individual, sino en la lesión del interés público en la vigencia de la norma que protege a los bienes jurídicos individuales.
Por ello, la identidad del ilícito penal no se afecta por un error sobre la identidad del objeto del hecho, aún cuando de lo que se trate en este objeto sea un bien jurídico personalísimo. En contra de la posición dominante, un aberratio ictus debe ser tratada, en principio, del mismo modo que un error in persona vel objecto.
El cambio del objeto del hecho, durante el hecho
Puede suceder que haya un cambio de dolo dentro de la ejecución del ilícito. Esto quiere decir que el dolo, solamente en el primer acto, haya estado dirigido a un objeto del hecho distinto al afectado objetivamente; en el resto, no. La jurisprudencia, sin embargo, considera irrelevante el cambio de dolo.

### Diversas posiciones de distintos autores
Siguiendo el lineamiento de Frister el error de tipo se da cuando hay una creencia falsa o falta de conocimiento del tipo, es un atenuante o una “causal de extinción del dolo”. Por ejemplo, alguien va a cazar animales, y cuando ve algo moverse dispara, al acercarse ve que mata a una persona pensando que era un animal. Frister dice que hay dos tipos, evitable e inevitable, con diferencias relevantes, ya que cambian sus consecuencias jurídicas.
Para Sancinetti, lo importante es la voluntad de la persona por encima del resultado, esto es lo que fundamenta el ilícito. Él sostiene que existe lo que se llama el mito primario (creencia de que lo que fundamenta el ilícito es el daño producido) y en el mito secundario (presunción iuris tantum de que habría existido un ánimo de causar ese resultado). 
También hace hincapié en que el error de tipo puede referirse también a elementos calificantes o privilegiantes.
El error de tipo calificante se rige según la regla general. Si el autor no reconoce las circunstancias que cumplen el elemento calificante, es decir, por ejemplo, no sabe que su coautor del crimen lleva consigo un arma, no habrá realizado dolosamente el tipo calificado, y por ello, únicamente podrá ser penado según el tipo básico.
Y el error de tipo privilegiante es si el autor supone erróneamente circunstancias por las que, si hubieran existido, habría realizado un tipo legal atenuado, deberá ser castigado por la comisión dolosa sólo según ese tipo legal atenuado
Según Roxin, el error de tipo es “quién en la comisión del hecho no conoce una circunstancia que pertenece al tipo legal no actúa dolosamente”, también afirma que el mismo no presupone ninguna falsa suposición, sino que basta con la falta concreta de representación.

## El dolo en el derecho civil

### El dolo como vicio de los actos voluntarios
El dolo es uno de los vicios de los actos voluntarios, juntamente con el error, la fuerza o intimidación, la simulación y el fraude.
Se define de la siguiente manera: "Acción dolosa es toda aserción de lo falso o disimulación de lo verdadero, cualquier artificio, astucia o maquinación que se emplee para la celebración del acto" (conf. art. 271, Código Civil y Comercial de la Nación (Argentina)).
Existen cuatro requisitos para que el dolo determine la anulación del acto:
- Que haya sido grave: es decir que se apto para engañar a una persona que pone un cuidado corriente en el manejo de sus asuntos. Si fuera tan grosera que una mínima precaución lo hubiera puesto al descubierto, el dolo no es grave.
- Que haya sido causa determinante de la acción del sujeto a quien se vicia la voluntad: se entiende por tal el engaño sin el cual el acto no se hubiera llevado a cabo.
- Que haya ocasionado un daño importante: es decir de una significación económica para la persona que lo sufre.
- Que no haya habido dolo recíproco: la justicia no puede ponerse a discutir sobre las trampas que empleen los inescrupulosos.

### El dolo en el incumplimiento de la obligación
El dolo en la inejecución de la obligación consiste en su deliberado incumplimiento, es decir, comete dolo aquel deudor que pudiendo cumplir se niega a hacerlo con la intención de causar perjuicios a su acreedor o a terceros.

### El dolo como elemento del acto ilícito civil
El dolo es: el acto ilícito ejecutado a sabiendas y con la intención de dañar a la persona o los derechos de otro.